# ANCOR
ANCOR (АНКОР) — стаффинговая группа компаний, оказывающая услуги в области аутсорсинга, подбора персонала и кадрового консалтинга.  Головной офис находится в Москве.

## История
В июне 1990 года профессиональный психолог Игорь Хухрев, получив ранее опыт в найме и в управлении персоналом, основал кадровое агентство «АНКОР» (Товарищество с Ограниченной Ответственностью «АНКОР»). Название компании является аббревиатурой на русском «Анализ. Консультирование. Рекрутмент» и на английском Analysis. Consulting. Recruitment. Компания стала одним из пионеров рынка кадровых услуг в России.
На начальном этапе работы компании в ней числилось около 20 сотрудников, которые пользовались общей и частной базой данных потенциальных кандидатов. Кроме того, существовала сеть внештатных сотрудников. Тогда же компания приобрела у одной из западных компаний лицензию на использование системы тестирования.
С 1993 по 1998 год «Анкор» являлся франчайзинговым партнёром американской компании RWJ/Express Personnel Services. В рамках партнёрства российские сотрудники получили доступ к передовым технологиям рекрутмента, учебным материалам, лучшим тренерам и возможность направлять своих сотрудников на стажировки. Также пример Express Personnel вдохновил руководство «АНКОР» на построение региональной франчайзинговой сети на постсоветском пространстве.
В 1996 году в «АНКОР» создана первая в СНГ автоматизированная база по работе с кандидатами (ATS). А в 1998 году были запущены услуги по предоставлению временного персонала, аутстафинга, лизинга персонала, а также услуги по оценке, тестированию и аутплейсменту сотрудников. В период с 2004 по 2008 годы был создан кадровый холдинг «АНКОР», идет активное развитие в России.
В 2006 году на основе управляющей компании «Анкор-менеджмент» был создан холдинг. Покупкой «Анкора», стоимость которого оценивалась в 75 млн долларов, интересовалась швейцарская Adecco, но сделка в итоге не состоялась. По словам Игоря Хухрева переговоры о продаже длились полтора года, однако швейцарцы отказались от покупки.
12 сентября 2008 года скончался президент «Анкора» Игорь Хухрев, после чего решением Совета Директоров на должность Генерального директора был назначен Сергей Саликов.
10 октября 2012 года «Анкор» заключил соглашение о стратегическом альянсе с международной компанией Randstad. До этого «АНКОР» не имел представительства в дальнем зарубежье. В свою очередь, Randstad не имел представительства или партнера в России. Позже в 2014 совместно с Randstad «АНКОР» проводит первое исследование бренда работодателя Randstad Employer Brand Research в России.
В 2017—2018 годах «АНКОР», становится эксклюзивным поставщиком персонала для Оргкомитета (АНО "Оргкомитет «Россия-2018») Чемпионата мира по футболу FIFA 2018 в России и Центров выдачи «паспортов болельщиков».
В марте 2021 года «Анкор» приобрёл систему поиска IT-специалистов «Подбор». Сделка по данным издания Forbes составила 5 млн долларов.

## Список услуг
ANCOR оказывает широкий спектр HR-услуг. В него входят рекрутмент, аутсорсинг HR-функций, аутсорсинг закупок, аутсорсинг процесса рекрутмента (Recruitment Process Outsourcing), аутсорсинг административных функций, производственно-складской аутсорсинг, IT аутсорсинг, аутсорсинг торгового маркетинга, предоставление временного персонала. Также стаффинговая группа ANCOR оказывает услуги консалтинга, проводит исследования и опросы, организует обучение и развитие персонала, проводит оценку персонала, моделирование компетенций сотрудников, мероприятия по управлению эффективностью персонала, занимается развитием бренда работодателя и реализует программы по аутплейсменту. Команда юристов ANCOR проводит консультации по трудовому праву и охране труда.

## Показатели деятельности
Ежегодный оборот «Анкора» по годам:
- 2004 год — 22 млн долларов[17]
- 2005 год — 50 млн долларов[17]
- 2006 год — 70 млн долларов[1].
- 2011 год — 172 млн долларов[11]
- 2019 год — 18 млрд рублей[18]
- 2020 год — 21,3 млрд рублей[18].
- 2021 год — 29,4 млрд рублей[2].

## Влияние
К середине 2000-х годов компания стала одним из лидеров рынка рекрутинга в России, имея 10 % доли в этом сегменте. К этому моменту «Анкор» хранил базу более 1 млн работников.
В июле 2021 года ANCOR вошёл в рейтинг Largest Direct Hire Staffing Firms Globally агентства Staffing Industry Analysts, включающий ТОП-30 компаний в мире по выручке от профессионального рекрутмента. В сентябре — занял 15-е место в рейтинге Largest Direct Hire Firms in Europe, включающий ТОП-20 крупнейших компаний в Европе по выручке от профессионального рекрутмента. В сентябре 2021 года ANCOR стал обладателем специальной номинации бизнес-премии WOW PRO, заняв 1 место во всероссийском рейтинге провайдеров услуг в сфере управления персоналом в категории «Рекрутинговые агентства».
Генеральный директор ANCOR Сергей Саликов вошёл в список самых влиятельных людей HR-индустрии Europe Staffing 100 в 2016, в 2017, в 2018, в 2019, в 2020 и в 2021 годах.
По версии ИД «Коммерсантъ» Сергей Саликов вошел в топ-250 высших руководителей в общем рейтинге «Топ-1000 российских менеджеров». Также топ-менеджмент ANCOR регулярно входил в рейтинг «Топ-1000 российских менеджеров» по версии ИД «Коммерсант». Алексей Миронов, Заместитель генерального директора по операционному управлению — в 2010 году, в 2012 году, в 2013 году, в 2018 году. Наталья Щербакова, директор по продажам и маркетингу ANCOR — в 2016 году, в 2018 году, в 2020 году, в 2021 году. Оксана Тимофеева, финансовый директор — в 2018 году, в 2020 году. Татьяна Ваньчкова, Заместитель генерального директора по корпоративному обучению — в 2019 году, в 2020 году, в 2021 году.
Также в 2016 году Оксана Тимофеева, финансовый директор ANCOR, признана одной из 100 самых влиятельных женщин мировой кадровой индустрии по версии Staffing Industry Analysts и включена в рейтинг Global Power 100 — Women in Staffing.

## Реализованные проекты
Ежегодно ANCOR трудоустраивает более 10 000 кандидатов на постоянную работу, а в части аутсорсинга и временных проектов услуги оказывают около 21 000 сотрудников.
Более 2000 организаций являются клиентами ANCOR, среди них известные международные и российские компании:
- ИКЕА[41];
- Райффайзенбанк[42];
- Tele2[43];
- SAP[44];
- Henkel[45];
- Нестле Россия и Евразия[46];
- БСХ Бытовые Приборы (компания группы BOSCH)[47];
- Epicor Software[48].